# ViewSonic
ViewSonic ist ein US-amerikanischer Hersteller von Unterhaltungselektronik und eine der bedeutendsten Marken für Computermonitore in den Vereinigten Staaten. Der Sitz des 1987 gegründeten Unternehmens befindet sich in Brea im Orange County in Kalifornien. Der weltweit kumulierte Jahresumsatz beträgt ca. eine Milliarde US-Dollar. Gründer, Vorstandsvorsitzender und Geschäftsführer ist der Taiwaner James Chu.
Zur Produktpalette gehören unter anderem CRT-Bildschirme, Thin-Clients, Flüssigkristallbildschirme, Videoprojektoren, Plasmabildschirme, Smart Displays, HD-Fernseher, Tablet PCs, Smartphones, Notebooks und PCs sowie weitere Elektronik-Artikel.
Das vollständige Unternehmenslogo stellt nicht – wie gemeinhin angenommen – Papageien, sondern zu den Prachtfinken gehörende Gouldamadinen dar.